# 古德溫 (內布拉斯加州)
古德溫（英語：Goodwin）是位於美國內布拉斯加州達科他縣的非建制地區。

## 歷史
古德溫的郵局於1892年設立，其後於1940年停運。

## 地理
古德溫所處的海拔為高於海平面358米（即1175英呎），而該地所採用的時區為UTC-6，即北美中部时区（CST）。同時該地設有夏令時間，為UTC-6調快一小時，即UTC-5（CDT）。